# Rio Bogoz
O Rio Bogoz é um rio da Romênia afluente do Rio Tăcaşele, localizado no distrito de Arad.